# Buhl-Lorraine
Buhl-Lorraine – miejscowość i gmina we Francji, w regionie Grand Est, w departamencie Mozela.
Według danych na rok 1990 gminę zamieszkiwało 817 osób, a gęstość zaludnienia wynosiła 73 osób/km² (wśród 2335 gmin Lotaryngii Buhl-Lorraine plasuje się na 426. miejscu pod względem liczby ludności, natomiast pod względem powierzchni na miejscu 522.).